# Cadillac Lyriq
La Cadillac Lyriq è la prima autovettura elettrica prodotta dalla casa automobilistica statunitense Cadillac a partire dal 2021.

## Il contesto
La Lyriq è un crossover elettrico di grandi dimensioni ed è il terzo veicolo elettrico GM venduto in Nord America, dopo le Chevrolet Bolt EV ed EUV, e il primo veicolo completamente elettrico della Cadillac. La vettura introduce un nuovo design e linguaggio stilistico per quanto riguarda la carrozzeria e una serie di tecnologie e sistemi di assistenza alla guida autonoma.

## Descrizione
La Cadillac aveva originariamente pianificato la presentazione negli USA di una versione prototipale della Lyriq il 2 aprile 2020, ma a causa dello scoppio della pandemia di Covid-19, l'esordio è stato posticipato al 6 agosto seguente. La produzione dei veicoli destinati al mercato cinese e asiatico avviene in un nuovo stabilimento situsto nel complesso Shanghai GM a Yantai, mentre l'assemblaggio della Lyriq per il Nord America avviene nell'impianto di Spring Hill che per l'occasione ha subìto un rifacimento con un investimento di circa 2 miliardi di dollari. Le batterie invece vengono prodotte dalla LG Chem in uno stabilimento in Corea del Sud.
La versione di preserie della Lyriq ha debuttato in pubblico durante il salone di Shanghai il 21 aprile 2021, mentre quella definitiva ha fatto il suo esordio al salone di Guangzhou a novembre 2021.

## Specifiche
Al lancio la Cadillac Lyriq è disponibile con un solo motore posto al retrotreno sotto il vano bagagli che aziona le ruote posteriori. Il motore genera una potenza di 340 CV (254 kW) e sviluppa una coppia di 441 Nm, venendo alimentato da una batteria da 100 kWh con un'autonomia stimata di circa 300 miglia (480 chilometri). La batteria agli ioni di litio supporta la ricarica rapida di livello 2 e CC.